# Article definit
L'article definit o article determinat és una categoria gramatical, mot o afix, que té com a funció determinar un nom comú especificant que l'entitat referida pel nom està identificada pels interlocutors: tinc llibres / tinc els llibres, en el segon exemple se sap de quins llibres es tracta.
En algunes llengües l'article pot ser un afix, p. ex. en basc etxea 'la casa', on -a és l'article. En romanès és enclític: tatăl 'el pare'. En català és un mot clític (és a dir que no es pot fer servir sol), i formalment precedeix el nom i concorda en gènere i en nombre amb el substantiu que determina.

## L'article definit a les llengües del món
Els idiomes es divideixen segons l'ús que facin dels articles per a indicar definició:
- Idiomes sense articles definits, com el bemba
- Idiomes que ajunten les funcions de l'article definit amb el demostratiu, com el chippewa[2]
- Idiomes que tenen un article definit propi, com el català.
- Idiomes que usen afixos per a la funció de l'article definit, com determinades varietats de l'àrab.

Els idiomes que tenen un article definit separat d'altres marcadors l'inclouen dins dels determinants.

## L'article definit en català
L'article definit normatiu presenta una variació de gènere i nombre: en singular, hi ha les formes el per al masculí i la per al femení, i en plural, els per al masculí i les per al femení (procedents de ILLU llatí). En català existeix certa variació dialectal en l'ús d'aquest article.
Les varietats occidentals (excepte la majoria del valencià) usen les formes plenes (històriques) lo i los per al masculí. El rossellonès també presentava aquest article abundosament. Aquest només es preserva actualment a algunes localitats septentrionals com ara Estagell. Al Pallars, la forma masculina plural és generalment les. L'article "el" català, a diferència del castellà (que evoluciona del llatí ILLE) evoluciona de la següent forma: LO => L => EL
A les Balears, i de forma més variable a la Costa Brava i a alguns pobles del País Valencià, s'ha conservat l'article dit "salat" (es, sa, es i ses) que tenia més extensió abans a l'àmbit català. Darrere de la preposició amb s'usen les formes plenes so i sos per al masculí. L'ús de l'article salat és normatiu segons l'Acadèmia Valenciana de la Llengua.

### Funcionament
En general, els articles singulars el/lo/es i la/sa es redueixen a l'/s' quan la paraula següent comença, en general, amb vocal o h: l'ase, l'esquer, l'idioma, l'os, l'usuari, l'home, l'aigua, l'entitat, l'olla, l'heura (en parlars salats: s'ase, s'esquer, s'idioma, s'os, s'usuari, s'home, s'aigua, s'entitat, s'olla, s'heura).
Amb aquestes excepcions on no es produeix la reducció:
- Es fa servir la forma plena de l'article femení singular la/sa davant de les paraules femenines que comencen amb i o u àtones (també les que comencen amb h): la idea, la història, la universitat i la humitat (en parlars salats: sa idea, sa història sa universitat i sa humanitat).
- Es fa servir la forma plena de l'article singular davant de les paraules que comencen amb i consonàntica (també les que comencen amb h): el iogurt, la hiena (en els parlars salats: es iogurt, sa hiena).

### Contraccions
L'article masculí el/lo (i el seu plural els/los) es contrau amb les preposicions a (a + el/lo > al), de (de + el/lo > del) i per (per + el/lo > pel) i amb la forma apocopada de casa, ca (ca + el/lo > cal), els plurals es fan afegint una essa al singular (als, dels, pels i cals). En els parlars salats, les contraccions també es fan amb l'article masculí es i el seu plural que també té la forma es (la forma plural ets no és normativa) amb les preposicions a (a + es > as), de (de + es > des), per (per + es > pes) i amb la forma apocopada de casa, ca (ca + es > cas), en plural són igual que en singular (as, des, pes i cas).
En altres llengües com l'occità també es pot contraure aquest article amb jos (sota; jos + lo > jol) i sus (sobre, sus + lo > sul).